# Hidreto de cromo(II)
Hidreto de cromo(II) ou dihidreto de cromo é um composto inorgânico de fórmula química CrH

2.